# Joaquim Salvat
Joaquim Salvat Besora (La Selva del Camp, 18 dicembre 1980) è un ex calciatore ed ex giocatore di calcio a 5 andorrano, di ruolo attaccante.

## Palmarès
- Copa Constitució: 3

UE Sant Julià: 2010-2011, 2013-2014, 2014-2015
- Supercopa andorrana: 3

UE Sant Julià: 2010, 2011, 2014